# ولاية باها كاليفورنيا سور
باخا كاليفورنيا سور (بالإسبانية: Baja California Sur)‏ وتعني جنوب كاليفورنيا السفلى، واسمها رسميا ولاية باخا كاليفورنيا سور الحرة وذات السيادة (بالإسبانية: Estado Libre y Soberano de Baja California Sur)‏، هي ثاني أصغر ولاية مكسيكية من حيث عدد السكان وإحدى الولايات الواحد والثلاثين، والتي تشكل مع مكسيكو سيتي الكيانات الاتحادية الإثنان والثلاثين من المكسيك، وهي آخر ولاية يتم إدخالها للاتحاد.
أصبحت باخا كاليفورنيا سور ولاية في 8 أكتوبر 1974، وكانت معروفة باسم إقليم جنوب باخا كاليفورنيا (بالإسبانية: El Territorio Sur de Baja California)‏. وتبلغ مساحتها من 73,909 كم مربع (28,536 ميل مربع)، أو 3.57٪ من كتلة الأرض المكسيكية، وتحتل النصف الجنوبي من شبه جزيرة باخا كاليفورنيا جنوب خط عرض 28، بالإضافة إلى جزر روكاس أليخوس غير المأهولة في المحيط الهادئ. تحدها من الشمال ولاية باخا كاليفورنيا، إلى الغرب المحيط الهادي، وإلى الشرق خليج كاليفورنيا، أو «بحر كورتيز». الولاية لديها حدود بحرية مع سونورا وسينالوا إلى الشرق عبر خليج كاليفورنيا.
الولاية هي موطن للمنتجعات السياحية مثل كابو سان لوكاس وسان خوسيه ديل كابو. مدينة لاباز هي عاصمة الولاية وأكبر مدنها.

## أعلام
- ألفريدو غارسيا غرين
- خوسيه مونيوث